# 16929 Гурник
16929 Гурник (16929 Hurník) — астероїд головного поясу, відкритий 31 березня 1998 року.
Тіссеранів параметр щодо Юпітера — 3,218.